# Морисуэ, Синдзи
Синдзи Морисуэ (яп. 森末 慎二 Морисуэ Синдзи, 22 мая 1957) — японский гимнаст, олимпийский чемпион.
Родился в 1957 году в Окаяме; закончил Японский университет спортивной науки. В 1983 году стал обладателем бронзовой медали чемпионата мира. В 1984 году на Олимпийских играх в Лос-Анджелесе завоевал золотую, серебряную и бронзовую медали.
В начале 1990-х Синдзи Морисуэ на основании своего спортивного опыта создал мангу «Ganba! Fly High», которая в 1998 году была удостоена премии «Сёгакукан».
В 2002 году Синдзи Морисуэ снялся в небольшой роли в фильме «Годзилла против Мехагодзиллы-3».